# Ostermundigen

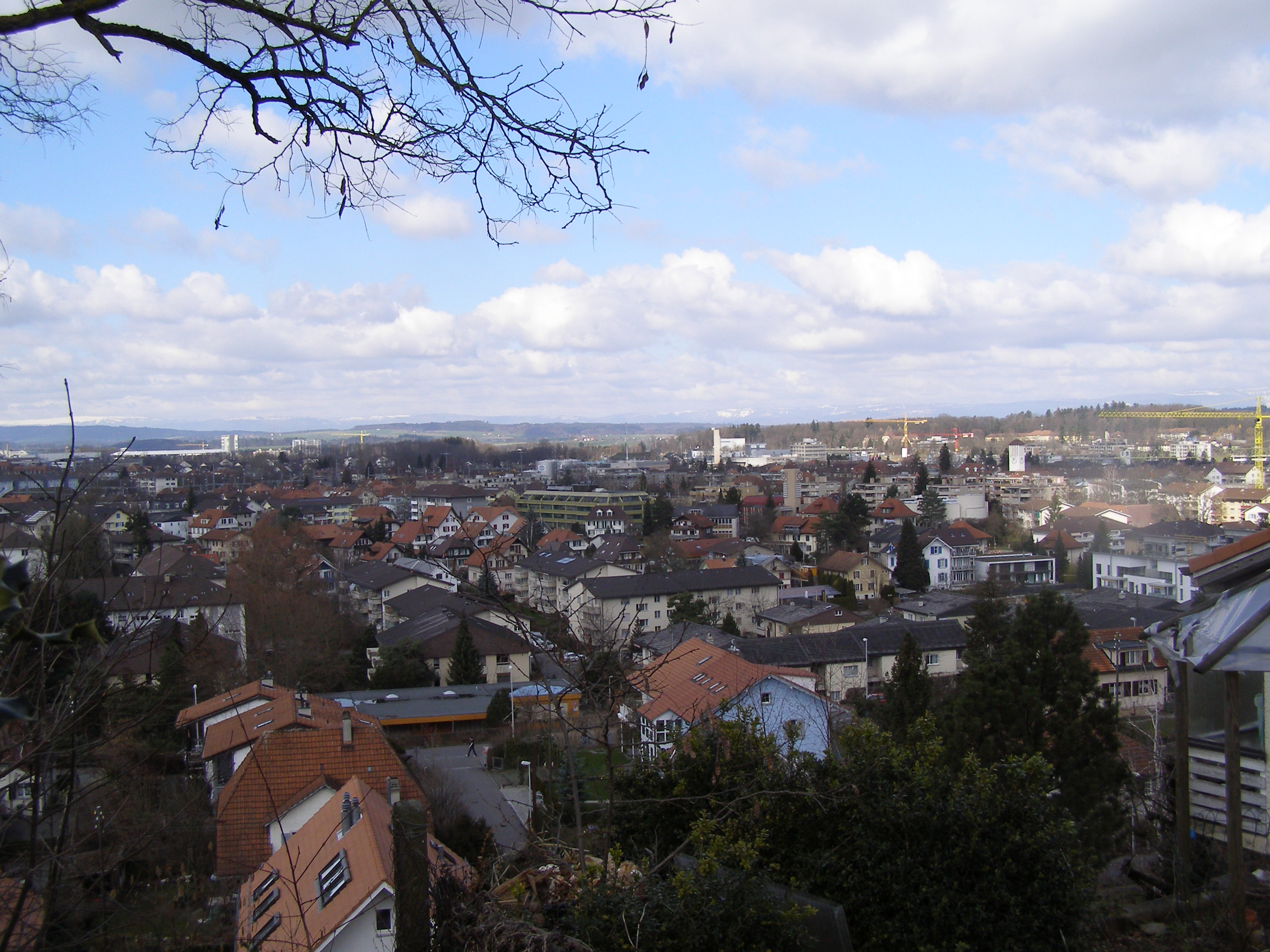
Vista geral da cidade.

Ostermundigen é uma comuna no distrito administrativo de Berna-Mittelland no cantão de Berna, Suíça.

## História
A primeira menção à cidade data de 1239, chamando-a de Osturmundingun. A segunda, de 1279, a chama de Ostermundigen. A cidade se desenvolveu a partir de três vilas medievais que formaram uma única comunidade. As três vilas eram rodeadas por quatorze campos administrados como feudos por vários nobres. No meio destes campos, um pequeno número de assentamentos rurais se desenvolveu, incluindo Deisswil, Dennigkofen, Rörswil, Rothus e Wegmühle. Politicamente e religiosamente, eles eram parte da municipalidade da comuna de Bolligen, porém a comunidade de cidadãos (Holzgemeinde) administrava os recursos comuns.
As vilas de Ostermundigen formavam um quarto da freguesia de Bolligen, juntamente com os bairros de Ittigen, Ferenberg e Bolligen. Depois que a Reforma Protestante de 1528 chegou ao lugar, estes quartos se tornaram parcialmente autônomos. Cada um deles se tornou responsável por cuidar de seus próprios pobres e órfãos e por prover educação para seus residentes. Eventualmente a Holzgemeinde assumia a responsabilidade por estes cuidados. A primeira escola do lugar foi erguida em 1749.
No começo do século XIX, este arranjo tinha criado uma estrutura de poder municipal complexa e de difícil controle, com cinco conselhos diferentes (Holzgemeinde, vila, escola, bairro e reparação de estradas e manutenção) todos titulares de poderes que se sobrepunham uns aos outros. Em 1856, os cidadãos de Ostermundigen fundiram a Holzgemeinde, o conselho da vila e o conselho do quarto num poder só. Entretanto, a administração municipal ainda estava dividida, com uma complexa divisão de poderes entre a municipalidade e os quartos. Seguindo-se a longos debates entre centralizar os poderes (1930, 1945,1963), incorporar-se a Berna (1913-1919) ou descentralizar (1956-1862-1972) em 1978 os residentes decidiram dividir a cidade em três comunas independentes: Bolligen, Ittigen e Ostermundigen. Entre 1980 e 1983 a comunidade completou o processo e se tornou uma comuna independente.

## Geografia
Ostermundigen tem uma área de 5,94² km. Do total, 1,9 km² são usados para agricultura enquanto  1.52 km², 25,6% do total, são arborizados. Do restante da área, 2,55 km² são de construções e estradas e 0,01 km² (2,5 acres) ou 0.2% da área, é tomada por terra improdutiva.
A comuna é localizada no baixo Worblental (vale de Worblen) aos pés de Ostermundingenberg e  Hättenberg e faz parte da aglomeração urbana de Berna. Até 1983 ela fez parte da municipalidade de Bolligen. Em 31 de dezembro de 2009, o antigo distrito de Amtsbezirk-Berna foi dissolvido e no dia seguinte ela juntou-se ao novo distrito administrativo criado de Verwaltungskreis Berna-Mittelland.

## Demografia
A comuna tem uma população de 15.871 habitantes (censo: dezembro de 2012) e em 2010, 24,4% da população era formada por suíços de outras partes do país. A maioria da população - 82% - fala alemão, sendo o italiano o segundo idioma mais falado - 4,4% - e o francês o terceiro - 2,4%.
Em 2008, a população era formada por 48,2% de homens e 51,8% de mulheres. Crianças e adolescentes formavam 18,1% da população; adultos entre 20-64 anos eram 62.1% e idosos, 19.8%. Em 2000 havia 2.918 habitações ocupadas por apenas uma pessoa e 255 com cinco ou mais pessoas. Históricamente, a população do lugar cresceu de 326 habitantes em 1764 para 15.452 em 2000, e 15.871 em 2012.

## Política
Nas eleições federais de 2011, o partido mais popular na região foi o Partido Socialista Suíço, que recebeu 24,9% dos votos. Um total de 4.137 votos foram contados em Ostermundigen e 41,1% dos habitantes compareceu à votação.

## Economia
Em 2011, 6.368 pessoas estavam empregadas,  4.413 delas no setor terciário, com 378 negócios neste setor. A taxa de desemprego local é de 3,05%. Apenas uma minoria de 25 pessoas tem emprego no setor primário da economia. A maioria dos edifícios que formam o Patrimônio Mundial da UNESCO da Cidade Antiga de Berna foram construídos com arenito extraído de Ostermundigen.

## Religião
De acordo com o censo de 2000, 51,7% da população pertencem à Igreja Reformista Suíça, protestante; 23,2% são católicos apostólicos romanos. O restante dos habitantes que seguem uma religião são membros de igrejas ortodoxas e de igrejas católicas cristãs, judeus, muçulmanos, hindus ou budistas; 8,14% dos habitantes se declaram agnósticos ou ateus.

Brasão.

## Brasão de Armas
O brasonamento do brasão de armas de Ostermundigen - de cor amarela, vermelha e branca - criado por Pascal Gross é: Gules a Tanner Knife Argent handled or in bend between two Mullets of the last.

## Figuras notáveis
Ostermundigen é a cidade natal da estrela de cinema Ursula Andress.